# Sherpi Kangri
El Sherpi Kangri és una muntanya de 7.380 msnm, de les muntanyes Saltoro, una secció de la gran serralada del Karakoram que es troba a la regió de Siachen, a Gilgit-Baltistan. Es troba 5 km al sud del Ghent Kangri (7.380 m) i 10 km al nord-oest del Saltoro Kangri (7.742 m), molt a prop de la Línia de control que separa les zones controlades pels exèrcits indi i pakistanès al Caixmir.

## Ascensions
La remota situació de les muntanyes Saltoro i el llarg conflicte militar que viu la zona ha fet que la muntanya no hagi rebut l'interès dels alpinistes. No fou fins al 1975 quan una expedició britànica intentà, sens sort, fer el seu cim per primera vegada. El 1976 sí que l'aconseguí una expedició japonesa, quan el 10 d'agost T. Inoue i S. Ogata van fer el cim a través de l'aresta Oest.